# Live on the King Biscuit Flower Hour
Live On the King Biscuit Flower Hour è il sesto album dal vivo del gruppo musicale rock britannico Uriah Heep. Registrato nel 1974 a San Diego, è stato pubblicato nel giugno 1997.

## Tracce
1. Easy Livin' (Hensley) – 4:41
2. Sweet Lorraine (Box/Byron/Thain) – 5:52
3. Stealin' (Hensley) – 6:08
4. July Morning (Hensley/Byron) – 12:44
5. Seven Stars (Hensley) – 5:44
6. Gypsy (Box/Byron) – 7:55
7. Drum Solo (Kerslake) – 6:23
8. Sweet Freedom (Hensley) – 9:49
9. Look at Yourself (Hensley) – 8:44
10. Love Machine (Hensley/Byron/Box) – 3:23
11. Rock 'N' Roll Medley – 6:38

## Formazione
- David Byron - voce
- Mick Box - chitarra
- Ken Hensley - tastiere
- Gary Thain - basso
- Lee Kerslake - batteria